# Dirizjor
Dirizjor (russisk: Дирижёр) er en russisk spillefilm fra 2012 af Pavel Lungin.

## Medvirkende
- Vladas Bagdonas som Vkatjeslav Petrov
- Inga Strelkova-Oboldina som Alla
- Karen Badalov som Nikodimov
- Sergej Koltakov som Nadezkkin
- Sergej Barkovskij som Puskenkov